# Placówka Straży Granicznej I linii „Rodzone”
Placówka Straży Granicznej I linii „Rodzone” – jednostka organizacyjna Straży Granicznej pełniąca służbę ochronną na granicy polsko-niemieckiej w okresie międzywojennym.

## Formowanie i zmiany organizacyjne
Na wniosek Ministerstwa Skarbu, uchwałą z 10 marca 1920 roku, powołano do życia Straż Celną. Od połowy 1921 roku jednostki Straży Celnej rozpoczęły przejmowanie odcinków granicy od pododdziałów Batalionów Celnych. Proces tworzenia Straży Celnej trwał do końca 1922 roku. Placówka Straży Celnej „Rodzone” weszła w podporządkowanie komisariatu Straży Celnej „Jamielnik” z Inspektoratu SC „Działdowo”.
Rozporządzeniem Prezydenta Rzeczypospolitej Polskiej Ignacego Mościckiego z 22 marca 1928 roku, do ochrony północnej, zachodniej i południowej granicy państwa, a w szczególności do ich ochrony celnej, powoływano z dniem 2 kwietnia 1928 roku  Straż Graniczną.
Rozkazem nr 1 z 12 marca 1928 roku w sprawach organizacji Mazowieckiego Inspektoratu Okręgowego Naczelny Inspektor Straży Celnej gen. bryg. Stefan Pasławski określił strukturę organizacyjną komisariatu SG „Lubawa”. Placówka Straży Granicznej I linii „Rodzone” znalazła się w jego strukturze.

## Służba graniczna
26 VI 1939 Straz Graniczna przejęła od Policji Państwowej budynek skarbowy w Rodzonem wraz z budką kontrolną. Placówka objęła służbę kontrolną na posterunku granicznym na przejściu drogowym w Rodzonem i kolejowym w Rakowicach.  
Sąsiednie placówki:
- placówka Straży Granicznej I linii „Zielkowo” ⇔ placówka Straży Granicznej I linii „Radomno” − 1928
- placówka Straży Granicznej I linii „Gierłoż” ⇔ placówka Straży Granicznej I linii „Radomno” − październik 1929[8]